# St. Ulrich (Untervilslern)

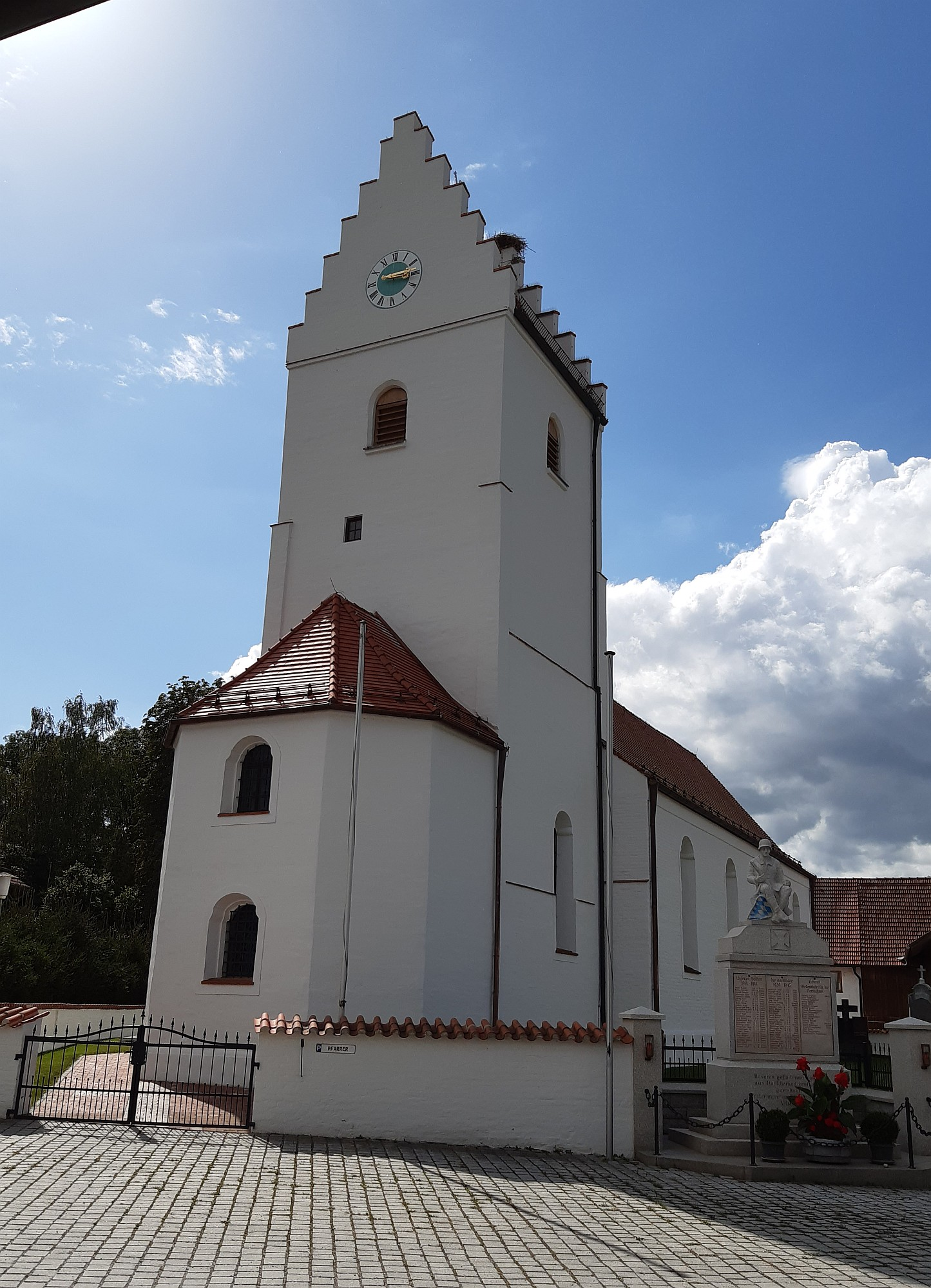
Außenansicht der Pfarrkirche St. Ulrich von Osten

Die römisch-katholische Pfarrkirche St. Ulrich in Untervilslern, einem Ortsteil des Marktes Velden im niederbayerischen Landkreis Landshut, ist eine spätromanische Chorturmkirche aus dem 12. oder 13. Jahrhundert. Das Gotteshaus ist als Baudenkmal mit der Nummer D-2-74-183-75 beim Bayerischen Landesamt für Denkmalpflege eingetragen. Der zugehörige Pfarrhof, der früher als Pfarrökonomie genutzt wurde und ebenfalls unter Denkmalschutz steht, liegt im Nachbarort Obervilslern und somit rund einen Kilometer von der Pfarrkirche entfernt. Die Pfarrei Vilslern – eine „Urpfarrei“, aus der zahlreiche Pfarreien im Bereich des Vilstals hervorgegangen sind, – gehört heute zum Pfarrverband Velden im Dekanat Geisenhausen des Erzbistums München und Freising.

## Lage und Umgebung
Die Pfarrkirche St. Ulrich befindet sich im Tal der Großen Vils in der Ortschaft Untervilslern, rund drei Kilometer nordöstlich von Velden. Sie ist von einem in Auflösung begriffenen Friedhof umgeben (Stand 2020).

## Geschichte
Eine Kirche in Vilslern wird erstmals im Jahr 981 in einer Urkunde des Grafen Isangrim erwähnt.
In der „Konradinischen Matrikel“ von 1315, der ältesten Bistumsbeschreibung des Bistums Freising, wird Vilslern als Pfarrei und Dekanat genannt. Sogar St. Martin in Landshut dürfte zum Dekanat Vilslern gehört haben, bis das Dekanat Landshut errichtet wurde. Im Jahr 1475 wird Joannes Riederer als Pfarrer von Vilslern genannt, der als Abgesandter des Dekanats Landshut an der Synode von Freising teilnahm.
Die massiven Fundamente und das Mauerwerk von Kirche und Turm weisen den Bau als spätromanische Anlage aus dem 12. oder 13. Jahrhundert aus. Aus der Erbauungszeit sind in der oberen Sakristei noch Reste eines Rundbogenfrieses erhalten. In der zweiten Hälfte des 15. Jahrhunderts wurde der Bau spätgotisch verändert. Einige Figuren aus dieser Zeit sind erhalten. Um 1754 – diese Jahreszahl geht aus einer Inschrift am Chorbogen hervor – erfolgte die Barockisierung. Dabei wurde die Kirche unter anderem um ein Joch nach Westen verlängert und neu eingewölbt. Außerdem wurden die Fensteröffnungen vergrößert und eine Vorhalle angebaut. Die Stuhlwangen stammen noch aus dieser Zeit, während die übrige barocke Ausstattung nicht erhalten ist. Diese wurde 1878 durch neuromanische Stücke ersetzt. Der heutige barocke Hochaltar wurde 1968 aus der Kuratiekirche St. Martin in Kirchasch (die um 1965 abgerissen und in modernen Formen neu erbaut worden war) erworben und 1990 mit der Kirche restauriert.

## Architektur
Der nach Osten ausgerichtete, vollständig verputzte Bau umfasst ein Langhaus mit vier Jochen, einen eingezogenen, quadratischen Chor, der im Erdgeschoss des Ostturms untergebracht ist, und einen dreiseitigen Schluss, der die zweigeschossige Sakristei enthält. Im Westen ist eine Vorhalle mit dem Hauptportal angebaut. Das Langhaus wird innen von Pilastern gegliedert und von einem Spiegelgewölbe mit Stichen überspannt, der Chorraum von einer flachen Kuppel mit Stichkappen.
Der massige, ungegliederte Turm besitzt Ecklisenen, zwischen denen sich ehemals ein Rundbogenfries befand (wie aus dem Deckengemälde am Langhausgewölbe hervorgeht). Im oberen Geschoss der Sakristei ist innen ein Rest des Frieses noch sichtbar. Den oberen Abschluss des Turmes bildet ein Satteldach mit Stufengiebel. Das Langhaus besitzt ebenfalls ein Satteldach.

## Ausstattung

### Deckengemälde
An der Decke von Chor und Langhaus befinden sich mehrere barocke Gemälde in Stuckrahmen. Auf dem runden Mittelbild im Chor ist der Kirchenpatron Ulrich auf Wolken dargestellt. In den Gewölbezwickeln befinden sich in geschweiften Rahmen geflügelte Engelsköpfchen. An den Schildflächen der Stichkappen sind Herz-Jesu- und Herz-Mariä-Darstellungen zu sehen.
Das Hauptbild im Langhaus trägt den Titel Der H. Udalricus durch das vom Himel Ihme zugeschickte H. Creutz verjaget die Hunnen. Im Hintergrund ist die Stadt Augsburg zu sehen, in der der heilige Ulrich als Bischof wirkte. Auf einem kleineren Bild östlich davon ist ein Pelikan zu sehen, darüber das Wappen der Fraunhofen. Seitlich ist eine Ansicht der Pfarrkirche während und nach dem Barockumbau zu finden, die mit einem Chronogramm der Jahreszahl 1754 versehen ist. An den Stichkappen sind Szenen aus dem Leben des heiligen Ulrich abgebildet. Die Kartuschen mit Heiligendarstellungen in den Gewölbezwickeln wurden 1878 im neuromanischen Stil ergänzt.

### Grabdenkmäler
Unter den Grabdenkmälern ist vor allem das Epitaph für den Dekan und Pfarrer von Vilslern und Holzhausen, Stephan Perger, zu erwähnen. Dieser verstarb am 24. Februar 1486, dem Gedenktag des heiligen Matthias. Das Epitaph ist heute in der Vilslerner Friedhofskapelle untergebracht. Darauf ist in Konturen die beinahe lebensgroße Figur des Verstorbenen dargestellt, der in der linken Hand einen Kelch hält. Der Kopf, der auf einem mit Quasten verzierten Kissen gebettet ist, wurde als Relief in den Stein gearbeitet. Rundum ist die Umschrift Ano · dni · mile  · cccc · lxxxvi · obyt · dns · steffanvs · perger · tvnc · temporis · Vicarius · In holczhavsen · indie · sancti · mathei (lat. „Im Jahre des Herrn 1486 starb Herr Stephan Perger, vordem Vikar in Holzhausen, am Tag des hl. Matthias“) in spätgotischen Minuskeln angeordnet. Stepahn Perger stiftete zu Lebzeiten einen Votivstein zu Ehren des heiligen Valentin, der in der Pfarrkirche St. Valentin in Holzhausen bis heute erhalten ist.

### Übrige Ausstattung
Der Taufstein, bestehend aus einem runden, profilierten Fuß, einem runden, gedrungenen Schaft und einem achtseitigen Rotmarmorbecken, ist mit der Jahreszahl 1600 bezeichnet. Er ist rund 95 Zentimeter hoch und hat einen Durchmesser von etwa 65 Zentimetern. Die Stuhlwangen sind mit qualitätvollem Rokoko-Muschelwerk verziert. Sie stammen aus der Zeit des Barockumbaus um 1750/1760. Außerdem sind zwei spätgotische Holzfiguren erhalten: eine Figur der Schaustellung des Herrn (Ecce homo) aus der Zeit um 1480 und der heilige Leonhard, aus einem Buch lesend, das er in der linken Hand aufgeschlagen hält, aus der Zeit um 1520.

### Orgel
Als Ersatz für ein unbekanntes Vorgängerinstrument erhielt St. Ulrich 1873 eine neue Orgel des Straubinger Orgelbauers Matthias Braumandl. Diese umfasste sechs Register auf einem Manual und Pedal. 1916 wurde sie durch ein Instrument der Münchener Firma Nenninger & Moser ersetzt. Dieses ist bis heute in Betrieb. Es umfasst wiederum sechs Register auf einem Manual und Pedal. Die Kegelladen werden über pneumatische Spiel- und Registertrakturen angesteuert. Die Orgel ist in einem neobarocken Prospekt untergebracht und besitzt einen freistehenden Spieltisch.
| I Manual |            |    |
| 1.       | Gedackt    | 8′ |
| 2.       | Salicional | 8′ |
| 3.       | Principal  | 4′ |
| 4.       | Flöte      | 4′ |
| 5.       | Mixtur III | 2′ |

| Pedal |        |     |
| 6.    | Subbaß | 16′ |

| I Manual C–g3 |            |       |
| 1.            | Principal  | 8′    |
| 2.            | Bourdon    | 8′    |
| 3.            | Salicional | 8′    |
| 4.            | Gemshorn   | 4′    |
| 5.            | Mixtur III | 2 ⁄3′ |

| Pedal C–f1 |        |     |
| 6.         | Subbaß | 16′ |

- Koppeln: I/P, Super I/P, Sub I/P
- Spielhilfe: Tutti

### Glocken
Aus dem massigen Chorturm läuten drei Glocken im Te-Deum-Motiv. Diese hängen in einem hölzernen Glockenstuhl an gekröpften Stahljochen. Die beiden größeren Glocken wurden 1949 von der Firma Johann Friedrich Weule aus Bockenem in Niedersachsen aus Eisenhartguss gefertigt. Die kleinere Glocke, die den Zweiten Weltkrieg ohne Beschlagnahme zu Rüstungszwecken überdauerte, wurde 1925 von dem Landshuter Johann Hahn aus Bronze gegossen. Die Glocken im Einzelnen:
| Nr. | Name         | Gussjahr | Gießer                           | Gewicht [kg] | Durchmesser [cm] | Schlagton |
| --- | ------------ | -------- | -------------------------------- | ------------ | ---------------- | --------- |
| 1.  | -            | 1949     | Johann Friedrich Weule, Bockenem | -            | 130              | f1+7      |
| 2.  | -            | 1949     | Johann Friedrich Weule, Bockenem | -            | 113              | as1+5     |
| 3.  | Josefsglocke | 1925     | Johann Hahn, Landshut            | -            | 81               | b1+7      |